# 宮崎市郡医師会病院
宮崎市郡医師会病院（みやざきしぐんいしかいびょういん）は、公益社団法人宮崎市郡医師会が宮崎県宮崎市に設置する病院。宮崎県災害拠点病院に指定されている。同一敷地内に宮崎看護専門学校が所在している。

## 診療科
- 内科
- 呼吸器内科
- 循環器内科
- 外科
- 呼吸器外科
- 循環器外科（心臓・血管外科）
- 消化器外科（胃腸外科）
- 整形外科
- 小児科
- 産婦人科
- リハビリテーション科
- 放射線科
- 麻酔科
- 救急科

## 医療機関の指定・認定
（下表の出典）
| 保険医療機関                                   |
| 労災保険指定医療機関                           |
| 指定自立支援医療機関（更生医療）               |
| 身体障害者福祉法指定医の配置されている医療機関 |
| 生活保護法指定医療機関                         |
| 指定養育医療機関                               |
| 指定小児慢性特定疾病医療機関                   |
| 原子爆弾被害者指定医療機関                     |
| 母体保護法指定医の配置されている医療機関       |
| 地域医療支援病院                               |
| 災害拠点病院                                   |
| 臨床研修病院                                   |
| 特定疾患治療研究事業委託医療機関               |
| DPC対象病院                                    |
| 地域周産期母子医療センター                     |

- 救急告示病院（二次救急）[2]
- 公益財団法人日本医療機能評価機構認定病院[3]
- このほか、各種法令による指定・認定病院であるとともに、各学会の認定施設でもある。

## 特徴
- 急性心筋梗塞の診療の一環として、ドクターカー（モービルCCU）を導入している（心臓病センター）[4]。

## 交通アクセス
- JR日豊本線「宮崎駅」より宮崎交通バス乗車、「医師会病院」停留所下車[5]